# Келану-Мік
Келану-Мік (рум. Călanu Mic) — село у повіті Хунедоара в Румунії. Адміністративно підпорядковане місту Келан.
Село розташоване на відстані 284 км на північний захід від Бухареста, 14 км на південний схід від Деви, 122 км на південь від Клуж-Напоки, 137 км на схід від Тімішоари.

## Населення
За даними перепису населення 2002 року у селі проживали 145 осіб, усі — румуни. Усі жителі села рідною мовою назвали румунську.